# مرسدس-بنز آمریکا
مرسدس-بنز آمریکا (انگلیسی: Mercedes-Benz USA) شرکت خودروسازی آمریکایی آلمانی است، که در سال ۱۹۶۵ توسط شرکت دایملر آگ تأسیس شد.